# Claude-Eustache-François Marolles
Claude-Eustache-François Marolles (ur. 4 kwietnia 1753 w Saint-Quentin, zm. 27 kwietnia 1794 w Soissons) – francuski duchowny katolicki, w latach 1791–1794 jedyny biskup konstytucyjny utworzonego w 1790 przez władze rewolucyjnej Francji departamentu Aisne. Pełnienia przez niego tej godności nie uznał wierny papieżowi Kościół katolicki. Zaangażowany w propagowanie ateistycznego Kultu Rozumu, w 1793 złożył rezygnację (władze państwowe nie wyznaczyły nikogo na jego miejsce) i został mianowany kapitanem gwardii narodowej, podjął wówczas pracę pielęgniarza w szpitalu wojskowym w Soissons, gdzie zachorował i zmarł.